# 土主镇 (宣汉县)
土主镇，原为土主乡，是中华人民共和国四川省达州市宣汉县曾经下辖的一个镇。2011年撤乡设镇。2020年6月，撤销土主镇，将原土主镇所属行政区域划归普光镇管辖。

## 行政区划
土主镇撤销前下辖以下地区：
辽原社区、欣兴社区、庙潭村、杏树村、双树村、合溪村和石人村。